# Olympic de Moroni
L'Olympic de Moroni est un club omnisports comorien fondé en 2003 sous le nom de Club Maman et basé à Moroni, la capitale des Comores.
Doyen des clubs de football féminin du pays, il devient un club omnisports en 2020.

## Histoire

### Le Club Maman (2003-2020)
Le Football Club Mamans, ou Club Maman, est fondé en 2003 ; il s'agit du premier club de football féminin du pays.
Le club est demi-finaliste d'un tournoi national en 2003. En 2009, alors que le Club Maman évolue en deuxième division, il remporte la Coupe des Comores en battant en finale l'Étoile 3 de Salamani, tenante du titre.
Le Club Maman est sacré champion des Comores en 2017, et termine deuxième en 2018. En 2019, le Club Maman est défait en finale de la Coupe des Comores contre le FC Ouvanga.

### Création du club omnisports
En 2020, Mohamed Hamid lance le club omnisports de l'Olympic de Moroni, comprenant notamment l'équipe de football féminin du Club Maman, dont il récupère la licence, et renforce l'effectif.
L'Olympic de Moroni comprend aussi une équipe féminine de basket-ball et des sections de tae bo, de boxe anglaise et d'athlétisme.
En 2021, en football féminin, le club termine vice-champion des Comores, échappant au titre à la différence de buts derrière le FC Ouvanga tandis que les basketteuses s'inclinent en finale de la Coupe de la Fédération contre Fegaffe.
En décembre 2021, l'Olympic de Moroni recrute trois footballeuses internationales malgaches ; il s'agit des premières joueuses étrangères à évoluer dans le Championnat des Comores féminin.
Le club est sacré champion des Comores en 2022 et dispute la phase qualificative de la Ligue des champions féminine de la CAF 2022, terminant quatrième de cette phase. L'Olympic de Moroni remporte aussi cette année la Coupe des Comores.
L'Olympic de Moroni conserve en 2023 son titre de champion des Comores  ainsi que la Coupe des Comores. Le club termine dernier de sa poule lors des qualifications de la Ligue des champions féminine de la CAF 2023.

## Palmarès

### Football féminin
- Championnat des Comores (3) :
  - Champion : 2017, 2022 et 2023.
  - Vice-champion : 2018 et 2021.
- Coupe des Comores (3) :
  - Vainqueur : 2009, 2022 et 2023.

Compétitions régionales
- Championnat de Grande Comore (6) :
  - Vainqueur : 2016[19], 2018[20], 2019[21], 2021[22], 2022[23] et 2023
- Coupe de Grande Comore (1) :
  - Vainqueur : 2009[4] et 2019[21]
  - Finaliste : 2021[22]
- Championnat de Grande Comore de deuxième division (1) :
  - Vainqueur : 2009[4]

### Basket-ball féminin
- Coupe de la Fédération
  - Finaliste : 2021